# Ký giả đi ăn mày

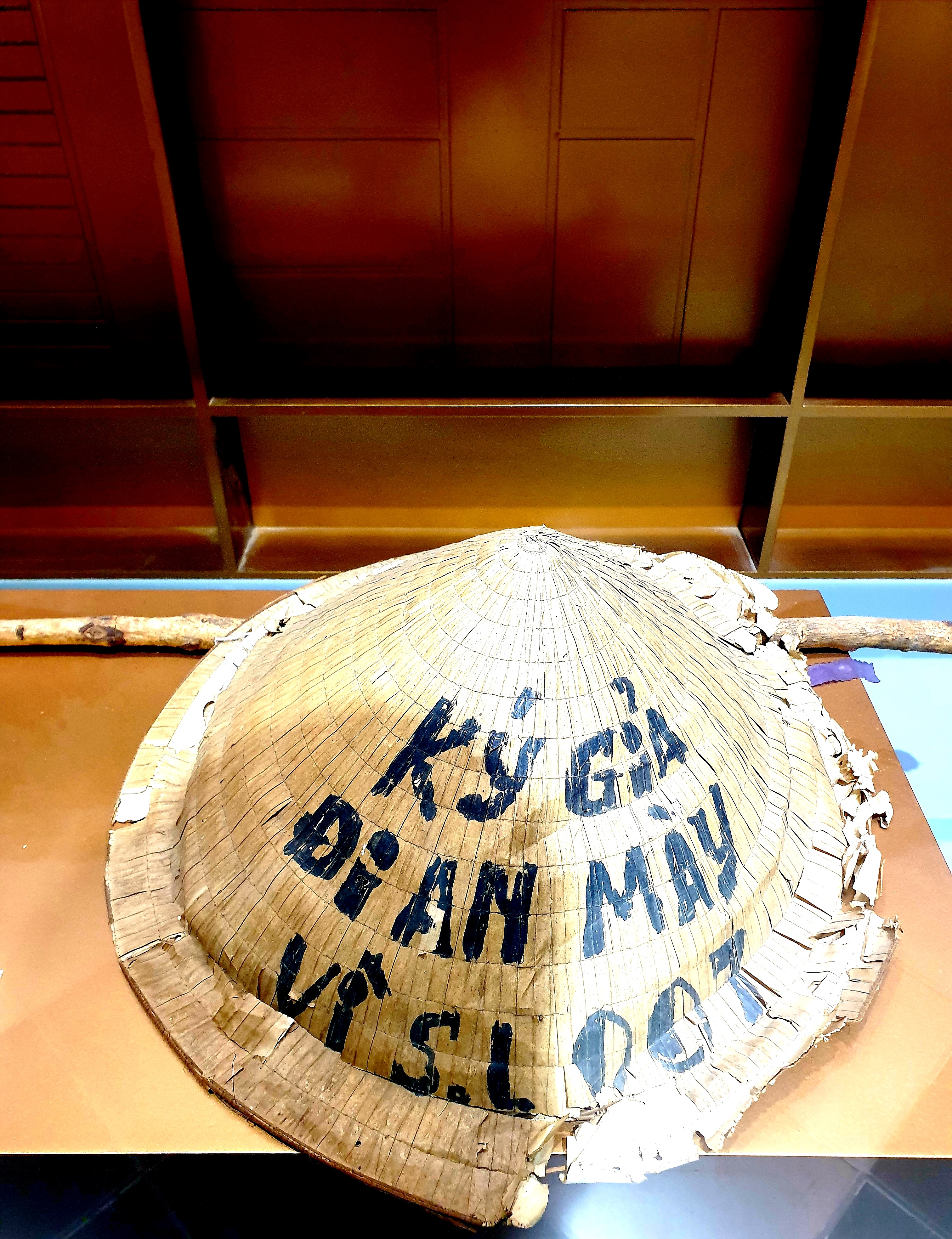
Cái nón tơi có khẩu hiệu "Ký giả đi ăn mày" được trưng bày tại Bảo tàng Thành phố Hồ Chí Minh

Ký giả ăn mày là tên một phong trào đấu tranh của báo chí miền Nam Việt Nam, diễn ra vào ngày 10 tháng 10 năm 1974.

## Tình hình lịch sử
Năm 1972, chính quyền Việt Nam Cộng hoà đã cho áp dụng Sắc luật 007 với quy định số tiền phải ký quỹ rất lớn làm nhiều báo không có tiền ký đành đóng cửa. Theo điều luật này, tờ báo nào bị tịch thu lần thứ hai do có bài vi phạm an ninh quốc gia và trật tự công cộng thì sẽ bị đóng cửa vĩnh viễn. Điều này được xem như dùng "bàn tay sắt" đối với giới báo chí. Nhiều tờ báo bị đóng cửa, chủ báo bị phạt, bị tịch thu tiền ký quỹ, một số người còn bị tù. Có khoảng 70% người làm báo bị thất nghiệp. Trước tình hình đó, các nghiệp đoàn ký giả ở Sài Gòn đã tập hợp lại để tìm ra một biện pháp nhằm cứu nguy cho báo chí.

## Tổ chức và Chuẩn bị
Ngày 8 tháng 9 năm 1974, một cuộc họp liên tịch đã được hội chủ báo tổ chức, với ba đoàn thể ký giả tham dự là: Nghiệp đoàn ký giả Nam Việt, Hội ái hữu ký giả Việt Nam và Nghiệp đoàn ký giả Việt Nam. Cuộc họp đã bầu ra Ủy ban đấu tranh đòi tự do báo chí do ông Nguyễn Văn Binh, dân biểu đối lập, đại diện báo Đại dân tộc làm chủ tịch. Nhiệm vụ trước hết của Ủy ban này là chống lại việc thi hành luật 007.
Hình thức đấu tranh "ký giả xuống đường đi ăn mày" được thống nhất. Các đại diện của ban tổ chức gồm có: Nguyễn Kiên Giang (chủ tịch Nghiệp đoàn Nam Việt), Tô Văn, Phi Vân của đoàn ký giả Nam Việt; nhà báo Văn Mại (cựu tổng thư ký tòa soạn báo Buổi Sáng), Lý Bình Hiệp, Trần Kim Uẩn của Hội ái hữu ký giả Việt Nam; Thái Thương Hoàng, Thái Dương, Tô Ngọc của Nghiệp đoàn ký giả. Trong đó, các thành viên Văn Mại, Đoàn Hùng, Ái Lan, Ninh Anh lo chuyện tài chính. Ngoài ra, thành phần dẫn đầu còn có nhà báo Nam Đình (chủ báo Thần Chung và sau là Đuốc Nhà Nam), Trần Tấn Quốc (chủ nhiệm tờ Tiếng Dội Miền Nam và là người khởi xướng giải thưởng cải lương Thanh Tâm), nhà báo Tô Nguyệt Đình tức Nguyễn Bảo Hóa, nhà thơ – nhà báo - soạn giả Kiên Giang Hà Huy Hà...
Danh xưng ban đầu là "Ngày báo chí xuống đường đi ăn mày", nhằm tập hợp, tranh thủ giới chủ báo và tất cả những người làm việc trong bộ máy làm báo, từ ký giả, nhà văn chuyên viết tiểu thuyết trên báo, họa sĩ, nhiếp ảnh viên, những người làm công tác trị sự, phát hành báo, thầy cò... gọi chung là "công nhân liên thuộc".
Ban tổ chức quyết định chọn ngày 10 tháng 10 năm 1974 làm ngày xuống đường biểu tình. Nón lá, bị, gậy (các vật dụng của ăn mày) được chuẩn bị sẵn. Các khẩu hiệu làm sẵn đeo trên ngực, kẻ trên nón lá dòng chữ "10-10-1974, ngày ký giả đi ăn mày". Các lực lượng cũng được bố trí theo vòng trong, vòng ngoài, sẵn sàng đối phó với việc bị khủng bố từ phía chính quyền. Chính quyền Sài Gòn cũng đã được ban tổ chức chính thức thông báo.
Suốt trong ngày 9/10/1974, rất nhiều thành phần trong giới báo chí, quần chúng cảm tình với báo chí, nghị sĩ, dân biểu... đã đến Câu lạc bộ báo chí (số 15 Lê Lợi) để bày tỏ cảm tình, tiếp tế bánh mì, thuốc lá, cà phê, cam, chanh...

## Diễn biến
Sáng 10-10-1974, một nguồn tin cho biết, chính quyền Sài Gòn sẽ "không đàn áp bằng vũ lực, không giải tán nhưng cũng không cho ký giả xuống đường đi ăn mày". Thực sự, chính quyền đã bố trí một lực lượng binh lính, mật thám, xe Jeep... để đàn áp.
Đúng 8 giờ sáng, Nguyễn Kiên Giang thay mặt Ban tổ chức đọc bản tuyên bố "Báo chí phải đi ăn mày vì Luật 007 của Tổng thống Thiệu".
Sau khi lệnh xuất phát được ban ra, đoàn người bắt đầu tìm cách phá hàng rào bao vây của cảnh sát, vì thế đã xảy ra xô xát. Trước quảng trường bao quanh Câu lạc bộ báo chí, cảnh sát tổ chức một hàng rào mạnh chặn ngang đường Lê Lợi, nhằm ngăn cản đoàn biểu tình đi theo lộ trình đã được vạch sẵn từ trước: xuống chợ Bến Thành, vòng công trường Quách Thị Trang rồi trở về quảng trường trước trụ sở Hạ viện (nay là Nhà hát Thành phố). Nhưng cuối cùng đoàn người biểu tình đã phá vỡ hàng rào cảnh sát, kéo nhau đi. Đi đầu đoàn biểu tình là Ban tổ chức với biểu ngữ: "10-10-1974, ngày báo chí đi ăn mày". Cùng với đoàn ký giả đi ăn mày còn có các khẩu hiệu khác: "Yêu cầu Tổng thống Thiệu từ chức". "Tự do ngôn luận, tự do báo chí", "Đả đảo Luật 007", "Luật 007 làm báo chí phải đi ăn mày", v.v... Hai bên đoàn biểu tình là Biệt đoàn ký giả nhân dân tự vệ, có nhiệm vụ chống đỡ cho đoàn ký giả nếu xảy ra đàn áp.
Trong ngày 10/10/1974, đoàn ký giả đã hoàn thành lộ trình định sẵn, kết thúc thành công cuộc xuống đường biểu tình. Sau khi giải tán, một số nhà báo và dân biểu lui về trụ sở của Nghiệp đoàn ký giả Nam Việt - đầu đường Lê Lợi, đối diện với trụ sở Hạ nghị viện để canh giữ quà biếu nhận đường từ quần chúng. Tại đây đã diễn ra một cuộc đàn áp của cảnh sát, trực tiếp chỉ huy là Giám đốc cảnh sát Trang Sĩ Tấn. Nhiều người bị đánh đập bằng dùi cui, trong đó nặng nhất là dân biểu bác sĩ Đinh Xuân Dũng.
Đoàn biểu tình đặt ông Dũng lên băng ca, khiêng đến đến Tòa án Sài Gòn trên đường Công Lý (nay là Nam Kỳ Khởi Nghĩa) để "nằm vạ đòi công lý", nhưng giữa đường bị cảnh sát chặn lại, đàn áp bằng vũ lực, cuối cùng phải quay trở lại Hạ viện.

## Ý kiến
- Cả hai đài Tiếng nói Hoa Kỳ và BBC đều nhìn nhận đây là "cuộc biểu tình lớn nhất kể từ 3 năm qua". Uy tín của chính quyền Nguyễn Văn Thiệu càng bị suy giảm nặng nề.
- Có ý kiến từ phía Việt Nam cộng hòa cho rằng cuộc biểu tình là do kích động từ phía cộng sản, nhằm gây rối và tạo bất ổn trong xã hội miền Nam [cần dẫn nguồn].